# Vígríðr
En la mitologia germànica, Vigrid o Vígríðr (literalment, 'el lloc on la batalla continua aferrissadament') és la planura gegant on tindrà lloc el Ragnarök.